# Hiroshi Soejima
Hiroshi Soejima, född 26 juli 1959 i Saga prefektur, Japan, är en japansk tidigare fotbollsspelare.